# Sarracenia minor
Sarracenia minor Walt., 1788 è una pianta carnivora appartenente alla famiglia delle Sarraceniacee, originaria degli Stati Uniti.

## Descrizione
È una pianta relativamente piccola con ascidi che raggiungono la lunghezza massima di 25-30 cm. Una forma particolarmente grande, con ascidi alti circa 1 metro, è stata trovata nella palude di Okefenokee, al confine tra Georgia e Florida.
Presenta degli ascidi sormontati da una sorta di cupola che funge da opercolo e in cui sono presenti delle macchie traslucide che lasciano passare la luce. In questo modo la pianta attira gli insetti sempre più  all'interno della trappola e lontano dalla bocca dell'ascidio. Questo è pieno di acqua e enzimi prodotti dalla pianta stessa che servono alla digestione delle prede.
La fioritura avviene da marzo a maggio e i fiori sono  di colore giallo.

## Distribuzione e habitat
La specie è diffusa nelle regioni costiere degli Stati Uniti sud-orientali, dalla Carolina del Nord alla Florida
Vive in ambienti paludosi poveri di nutrienti come azoto o fosforo.

## Coltivazione
Il suo substrato ideale è caratterizzato da torba acida di sfagno, con pH compreso tra 3 e 4,5, con la presenza di 1/5 di perlite o sabbia di quarzo. È possibile, inoltre, aggiungere una quantità minima di vermiculite (non superiore al 10%) per favorire lo sviluppo della pianta.